# James Hudson (fútbol americano)
James Hudson III (Toledo, Ohio, 13 de mayo de 1999) más conocido como James Hudson, es un jugador profesional estadounidense de fútbol americano que se desempeña en la posición de offensive tackle en Cleveland Browns, equipo de la National Football League (NFL).

## Carrera
Fue seleccionado en la cuarta ronda en la Reunión Anual de Selección de Jugadores de la NFL de 2021. Hizo su debut profesional con el equipo Cleveland Browns, donde lleva jugando tres temporadas.